# Nanfu Wang

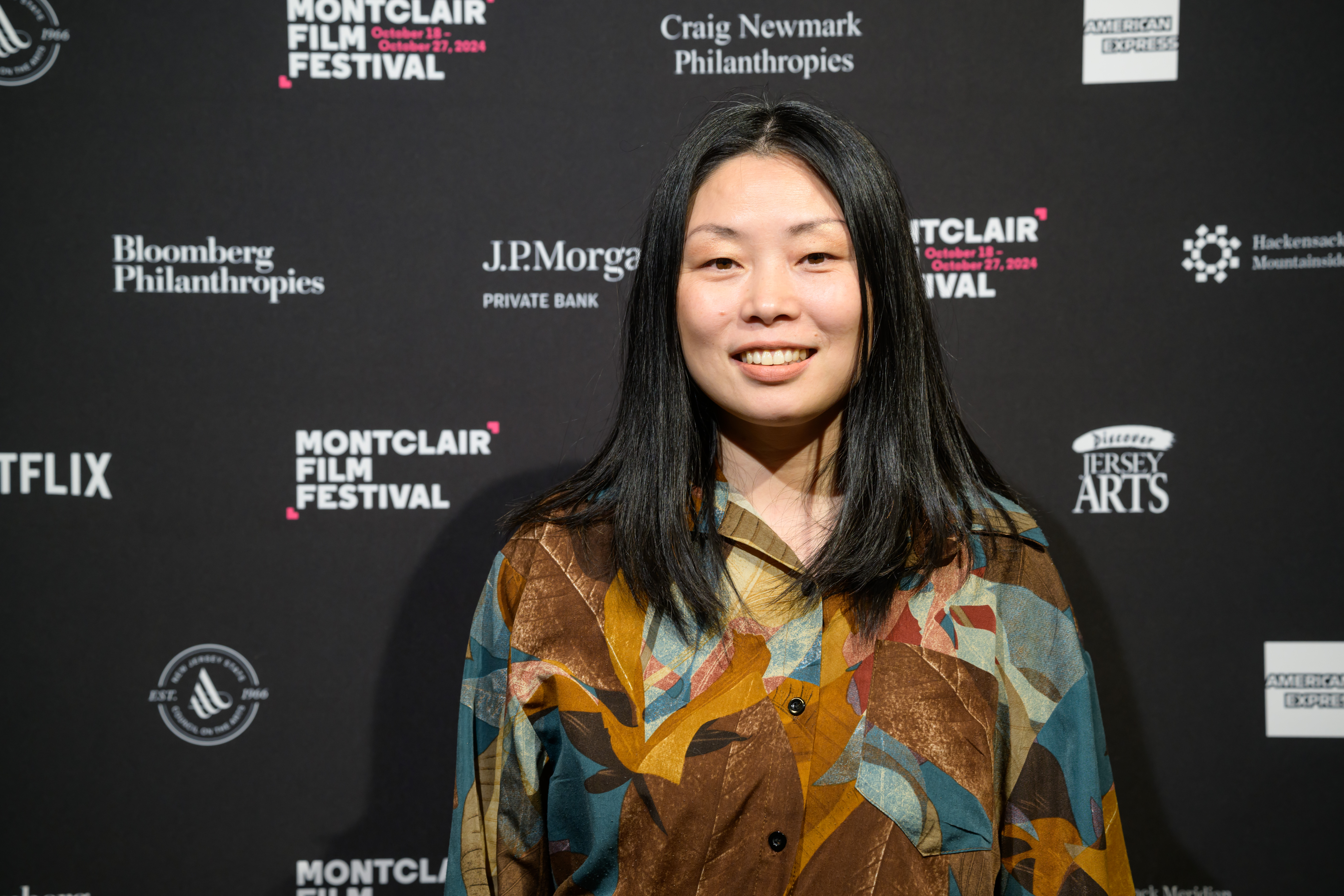
Nanfu Wang (2024)

Nanfu Wang (chinesisch 王男栿 Wáng Nánfú; * 1985 in der Provinz Jiangxi in China) ist eine chinesisch-amerikanische Regisseurin. Ihr Langfilmdebüt Hooligan Sparrow wurde 2016 für den Oscar für den besten Dokumentarfilm nominiert. Ihr zweiter Film Am Another You gewann am SXSW Film Festival den Chicken & Egg Award sowie Special Jury Award. Ihr dritter Film Land der Einzelkinder gewann am Sundance Film Festival den Grand Jury Prize. 2019 gewann sie auf dem Film Festival Cologne den Phoenix-Dokumentarfilmpreis für ihren Film One Child Nation.

## Leben
Nanfu Wang wurde 1985 in einem kleinen Dorf in der Provinz Jiangxi in China geboren. Ihr Name Nanfu bedeutet Nan (男) Mann und Fu (栿) Säule. Die Eltern entschieden sich vor der Geburt für diesen Namen und behielten ihn bei in der Hoffnung, dass sie so stark wie ein Junge sein würde. Wang hat einen jüngeren Bruder. Als sie 12 war starb ihr Vater. Nach dem Tod ihres Vaters musste sie die Schule abbrechen, um Geld für die Familie zu verdienen. 

## Ausbildung
Nanfu Wang besuchte die Berufsschule und wurde mit 16 Jahren Grundschullehrerin. Mit 22 erhielt sie ein Stipendium, das ihr erlaubte, in Schanghai englische Sprache und Literatur zu studieren. Wang realisierte, dass sie Geschichten erzählten wollte von Menschen, die aus ähnlichen Verhältnissen kamen wie sie. Deswegen entschied sie sich, Film zu studieren. Zuerst absolvierte sie ein Filmstudium an der Journalistenschule der Universität von Ohio und danach Dokumentarfilm an der Universität von New York. Nanfu Wang hat einen Masterabschluss der Universitäten Schanghai, Ohio und New York.  